# Illyrische Bewegung

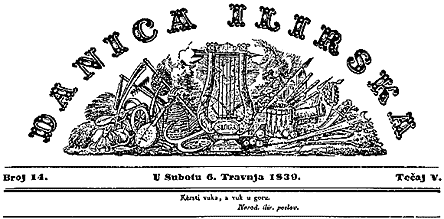
Der Titelkopf der Zeitschrift Danica ilirska (Illyrische Morgenröte), die das Gedankengut des Illyrismus verbreitete.

Die Illyrische Bewegung (kroatisch ilirski pokret, slowenisch ilirsko gibanje, serbisch-kyrillisch илириски покрет), als Ideologie auch mit Illyrismus (kroatisch ilirizam, serbisch-kyrillisch илиризам, slowenisch ilirizem, albanisch Levizja Iliriane) bezeichnet, war eine kulturelle, ethnische und politische Nationalbewegung von etwa 1830 bis 1848. Sie übertrug die panslawistische Idee auf den Raum der Südslawen im Habsburgerreich und propagierte deren Einheit. Zuerst von einer Gruppe junger kroatischer Intellektueller unter Ljudevit Gaj (1809–1872) initiiert, wurde der Illyrismus auch von slowenischen und serbischen Intellektuellen übernommen. Im Wesentlichen beschränkte sich die Illyrische Bewegung auf die Kroaten, hatte bei den Slowenen nur wenige und bei den Serben kaum Anhänger. Somit wirkte sie primär als Teilmoment der kroatischen Nationsbildung, sodass in Kroatien auch die Bezeichnung Hrvatski narodni preporod (Kroatische Nationale Wiedergeburt) verwendet wird.

## Geschichte

### Vorgeschichte
Während der Napoleonischen Kriege wurde die Bezeichnung Illyrische Provinzen gemäß der klassizistischen Zeitmode auch für administrative Zwecke verwendet. Die im Frieden von Schönbrunn 1809 abgetrennten Teile des Kaisertums Österreich wurden von Frankreich als Illyrische Provinzen organisiert.
Auf der Basis des Gedankenguts von Johann Gottfried Herder und der deutschen Romantik, die eine „Wiedergeburt“ und Erstarkung des nationalen Gedankens propagierte, und besonders dem sich daraus entwickelnden Interesse an Geschichte und Kultur „slawischer Völker“, das zunächst vor allem in der slowakischen und tschechischen Nationalbewegung erstarkte, kam es auch bei den Südslawen in der ersten Hälfte des 19. Jahrhunderts zur Bildung eines Volksbewusstseins. Arbeiten zur Sprachwissenschaft und Volkskultur schärften dabei nationale Zusammengehörigkeitsgefühle. Vom Wunsch nach Stärkung der eigenen nationalen Identität gegenüber den nichtslawischen Staaten, die den Balkanraum beherrschten, getrieben, entstanden verschiedene Konzepte, wie diese Stärkung und Selbstbestimmung aussehen könnte oder sollte. Jene Konzepte, die entweder von einer ethnischen Einheit der Südslawen ausgingen oder zumindest ein gleichberechtigtes Miteinander dieser in einem zukünftigen gemeinsamen Staatswesen anstrebten, werden unter „Jugoslawismus“ zusammengefasst. Parallel dazu und eingebettet in zeitgleiche Konzepte eines alle slawischen Völker umfassenden Panslawismus unter Vorherrschaft Russlands kam es unter diesem Namen auch zu Vorstellungen, die einem einzelnen Volk eine Dominanz über die anderen „verwandten“ Nationen zuschrieb, und die man daher als Pseudo-Jugoslawismus bezeichnen kann. Die Auffassungen, ob die Idee des Jugoslawismus eine bloße Utopie sei oder ob bestimmte staatliche Ausformungen des 20. Jahrhunderts, die sich daraus entwickelten, gleichberechtigte Selbstbestimmung oder Hegemonie eines Volkes unter falschem Namen gewesen seien, sind bis heute stark divergierend.

### Anfänge
Ebenso wie in Kroatien wuchs zu jener Zeit auch das Nationalbewusstsein bei seinen zahlenmäßig stärkeren Nachbarvölkern in Ungarn und Österreich. Die kroatischen Illyrer traten in der ungarischen Reichshälfte dem Ungarischen Nationalismus, der die kroatischen Autonomierechte verringern wollte sowie einer zunehmenden Magyarisierung entgegen.
Um ihre Autonomie zu schützen, sollten sich die Kroaten fortan stärker auf ihre Kultur besinnen und sich um das Wiedererwecken ihres nationalen Erbes bemühen.
Zu Beginn des Jahres 1830 gründete eine Gruppe junger kroatischer Schriftsteller in Zagreb eine Bewegung für Nationale Wiedererwachung und die Einheit aller Südslawen in der Habsburgermonarchie. In Zagreb bildete sich das Zentrum der politischen, wirtschaftlichen und kulturellen Aktivitäten dieser Bewegung. Graf Janko Drašković veröffentlichte im Jahr 1832 sein Pamphlet „Dissertation“, das später als das politische, ökonomische, soziale und kulturelle Programm der Bewegung galt. Es warb für die Einführung der nationalen Sprachen als Amtssprachen sowie in der Verwaltung, für mehr Autonomie von der Wiener Zentralregierung, sowie bessere Bildungsmöglichkeiten für breite Bevölkerungsschichten.
Am intensivsten konzentrierten sich die Illyristen einerseits auf die Schaffung einer Standardsprache, um ein Gegengewicht zum Ungarischen zu schaffen sowie die Förderung von Literatur und Kultur.

### Ziele
Eine der frühen Ausformungen dieses Bestrebens nach nationaler Erweckung bei den Südslawen war der sogenannte Illyrismus, der für die südslawischen Völker der Habsburgermonarchie Bedeutung hatte. Der Name kam daher, dass man das antike Volk der Illyrer, das auf der Balkanhalbinsel verbreitet war, als die Vorfahren der Südslawen ansah und damit sowohl die lange Tradition des eigenen Volkes und auch den gemeinsamen Ursprung aller südslawischen Nationen hervorheben wollte. Zunächst wurde eine gemeinsame „illyrische“ Literatursprache aller Völker, die zwischen Kärnten im Norden, Albanien im Süden und Bulgarien im Osten lebten, angestrebt. Sprachwissenschaftliche Studien als Grundlage dafür führten damals für die Serben der Sprachreformer Vuk Stefanović Karadžić in Wien und für die Kroaten Ljudevit Gaj durch. Ljudevit Gaj (1809–1872) war der Hauptvertreter des Illyrismus. Er gab mit Erlaubnis des Wiener Hofes ab 1835 die Novine Horvatzke („Kroatische Zeitung“) heraus, die zum Sprachrohr seiner Ideen wurde und begründete so den kroatischen Journalismus. Er fügte ihr eine literarische Beilage namens Danica ilirska („Illyrischer Morgenstern“) hinzu. Zunächst wurde die Zeitung im kajkavischen Dialekt publiziert, doch schon ein Jahr nach der Gründung 1836 erfolgte die Umstellung auf die weiter verbreitete štokavische Sprachform, zeitgleich mit der Umbenennung in Ilirske Narodne Novine („Illyrische Nationalzeitung“).
Die Vision einer nationalen Selbstbestimmung bewegte sich beim Illyrismus stets innerhalb des Verbandes der Habsburgermonarchie und umfasste nicht die außerhalb ihrer Grenzen lebenden Südslawen. Eine Gleichstellung der Kroaten und der kroatischen Sprache innerhalb des Königreichs Ungarn galt als erstes realistisch erreichbares politisches Ziel der illyrischen Bewegung, danach folgte als Fernziel der Wunsch nach Errichtung eines eigenen Illyrischen Königreiches innerhalb der Monarchie. Eine völlige Eigenstaatlichkeit wurde zu diesem Zeitpunkt weder als wünschenswert noch als notwendig betrachtet, eine Vereinigung mit dem außerhalb der Monarchie lebenden Teil der Serben galt als unrealistisch. Es ist nicht ganz klar, ob sie nicht aber schon damals als Vision in den Köpfen der Proponenten existierte. Immerhin waren die kulturellen Unterschiede zwischen katholisch, orthodox und muslimisch geprägten Südslawen beträchtlich. Gaj reiste 1846 und 1847 nach Serbien, was derart weiter reichende Vorstellungen bei ihm aber als durchaus wahrscheinlich erscheinen lässt.

### Politik

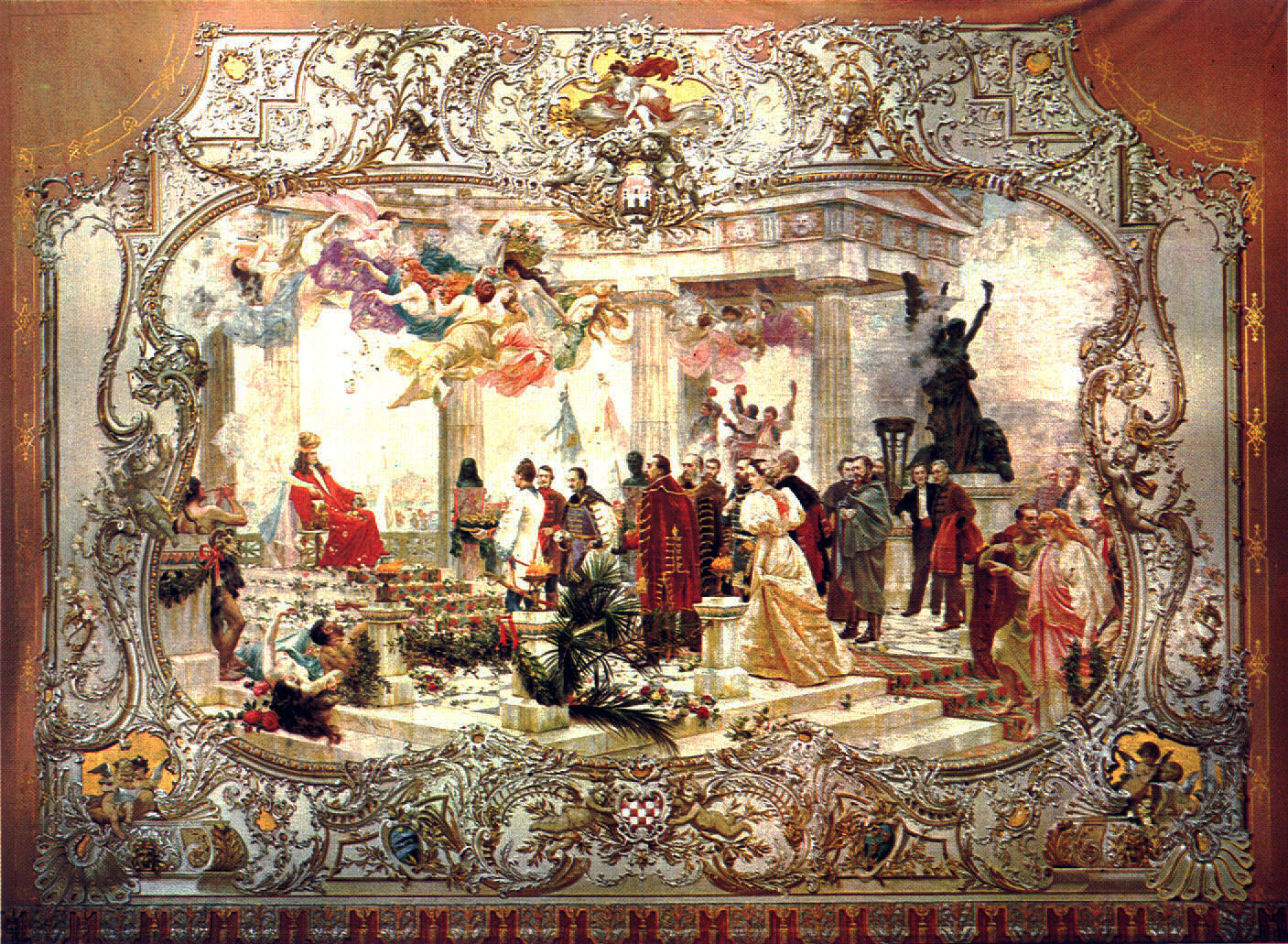
Vlaho Bukovac: „Die kroatische Renaissance“. Bühnenvorhang im kroatischen Nationaltheater in Zagreb

Ein weiterer Hauptvertreter des illyrischen Gedankens war Graf Janko Drašković von Trakošćan (1770–1856), der bereits 1831 als erster die Forderung nach einem Illyrischen Königreich erhoben hatte (Disertatia iliti Razgovor). 1838 gründete er neben anderen in Zagreb die Illyrische Lesehalle (Čitaonica ilirska), 1840 das Zagreber Nationaltheater und 1842 den Kulturverein Matica ilirska (ab 1874 Matica hrvatska). Als der ungarnfreundliche kroatische Adel eine politische Partei Horvatskovugerska stranka („Kroatisch-Ungarische Partei“) gründete, reagierten die Anhänger des illyrischen Gedankens 1841 ihrerseits mit der Gründung der Ilirska stranka („Illyrische Partei“). Nach einem vorübergehenden Verbot des Begriffes „illyrisch“ wurde sie 1843 in Narodna stranka („Volkspartei“) umbenannt. Die Partei trat für die Selbstverwaltung Kroatiens und die Einführung des „Illyrischen“ als Amtssprache ein. Als es 1848 zur Revolution und zum Aufstand der Ungarn gegen Österreich kam, standen die Anhänger des Illyrismus auf der Seite der Habsburger Regierung, was ihnen nach der Niederschlagung des Aufstandes 1849 Vorteile einbrachte. Am 18. November 1849 wurde Kroatien-Slawonien von Ungarn abgetrennt und zu einem eigenen Kronland innerhalb der Habsburgermonarchie erklärt. Der schon 1848 vom Sabor (Parlament) gewählte Baron Joseph Jelačić von Bužim fungierte als Ban. Hingegen gelang es nicht, auch Dalmatien und die österreichische Militärgrenze dem Land anzugliedern. Ein Rückschlag der illyrischen Bestrebungen war auch die Einführung des Deutschen als Amtssprache 1854.

### Niedergang
Im Jahr 1840 erlitt die Illyrische Bewegung einen Rückschlag, als sich Stanko Vraz, Joakim Rakovac und Ljudevit Vukotinović wegen fachlicher Differenzen im Bereich der Poesie aus der Bewegung zurückzogen. Im Jahr 1842 publizierten sie ihre eigene literarische Zeitung Kolo.
Die Bewegung wurde von Ungarn und pro-Ungarischen Adeligen abgelehnt, da sie gegen die Vereinigung der südslawischen Völker waren. Nach dem Verbot der Bezeichnung „illyrisch“ im Jahr 1843 wurden die Auseinandersetzungen im kroatischen Parlament Sabor so heftig, dass es immer wieder zu Unruhen auf den Straßen der Stadt kam. Am 29. Juli 1845 fanden am Platz vor der St.-Markus-Kirche blutige Auseinandersetzungen statt.
Die Bewegung existierte dennoch weiter bis zur Revolution von 1848. Im Jahr 1849 verabschiedete Kaiser Franz Joseph eine neue Verfassung. Diese zog Zensurmaßnahmen gegen die Opposition und u. a. die Einstellung der Zeitung Danica nach sich.

## Erfolge
In der Zeit der Illyrischen Bewegung entwickelte sich Zagreb zum kulturellen Zentrum mit Bedeutung für den ganzen südslawischen Raum. Die bedeutendsten Dichter und Schriftsteller des Illyrismus waren die Romantiker Stanko Vraz (1810–1851), Ivan Mažuranić (1814–1890), Petar Preradović (1818–1874) und Dimitrija Demeter (1811–1872). 1850 wurden in Wien die Gespräche zum Književni dogovor („Literarisches Abkommen“) abgehalten, bei welchen sich die bekanntesten Philologen wie Vuk Stefanović Karadžić, Ivan Mažuranić, Dimitrija Demeter oder Franjo Miklošič auf eine den Serben und Kroaten gemeinsame Literatursprache einigten, die dem štokavischen Dialekt in seiner ijekavischen Variante entsprechen sollte.
Die bedeutendsten Schriftsteller der Bewegung waren Ivan Mažuranić und Petar Preradović. Mažuranić schrieb seinerzeit sein episches Werk Smrt Smail-age Čengića und Preradović veröffentlichte Liebesgedichte.
Weitere bedeutende Werke erschienen von
- Antun Mihanović (Horvatska Domovina (Kroatische Heimat) die spätere kroatische Hymne Lijepa naša domovino),
- Stanko Vraz (satyrische Lyrik),
- Ljudevit Vukotinović (romantische Lyrik),
- Dimitrija Demeter (Prosa und Dramen),
- Ivan Kukuljević-Sakcinski (Prosa),
- Antun Nemčić (Prosa),
- Matija Mažuranić - Reisebericht Pogled u Bosnu („Blick nach Bosnien“)

Im Jahr 1846 schrieb der Komponist Vatroslav Lisinski die erste Oper in Kroatisch: Ljubav i zloba (‚Liebe und Arglist‘).

## Bedeutung
Der Illyrismus war in seiner Bedeutung zuerst fast ausschließlich auf die Kroaten beschränkt, da er außerhalb Kroatiens meist als Vereinnahmungsversuch für ein Großkroatentum abgelehnt wurde. Die ebenfalls innerhalb der Monarchie lebenden Slowenen wurden von ihm nur wenig berührt (Stanko Vraz), die Serben fast gar nicht, auch wenn das ursprüngliche Bestreben diese Völker durchaus mit einschloss. Eine Weiterentwicklung im kroatischen Raum stellte das Auftreten von Bischof Josip Juraj Strossmayer und seines Freundes Franjo Rački dar, deren Wirken im Sinne eines Jugoslawismus gesehen werden muss, gleichzeitig aber durch die Gründung und Förderung kroatischer Institutionen und die Beschränkung ihrer Wirksamkeit auf den kroatischen Raum auch für die eigenständige Entwicklung Kroatiens große Bedeutung hatte. Die Bestrebungen des Illyrismus in sprachlicher Hinsicht führten in der Folge zur Herausbildung der serbokroatischen Sprache, der Serbokroaten bzw. der Jugoslawen.

## Bewertung und Kritik
Die Illyrische Bewegung war die bekannteste und erste nationale Bewegung in der kroatischen Geschichte. In kultureller Hinsicht war diese Bewegung erfolgreich.
Die Bewegung bildete die Grundlage für die Kodifizierung einer serbokroatischen Schriftsprache und förderte den ungarisch-kroatischen Ausgleich mit der Proklamation des Königreiches Kroatien und Slawonien von 1868 sowie Grundlagen für die spätere Schaffung des SHS-Königreichs im Jahr 1918 sowie die Entstehung Jugoslawiens.
Die Idee eines gemeinsamen südslawischen Staates scheiterte jedoch letztendlich mit dem Zerfall Jugoslawiens und den Jugoslawienkriegen in den 1990er Jahren.